# Киаф

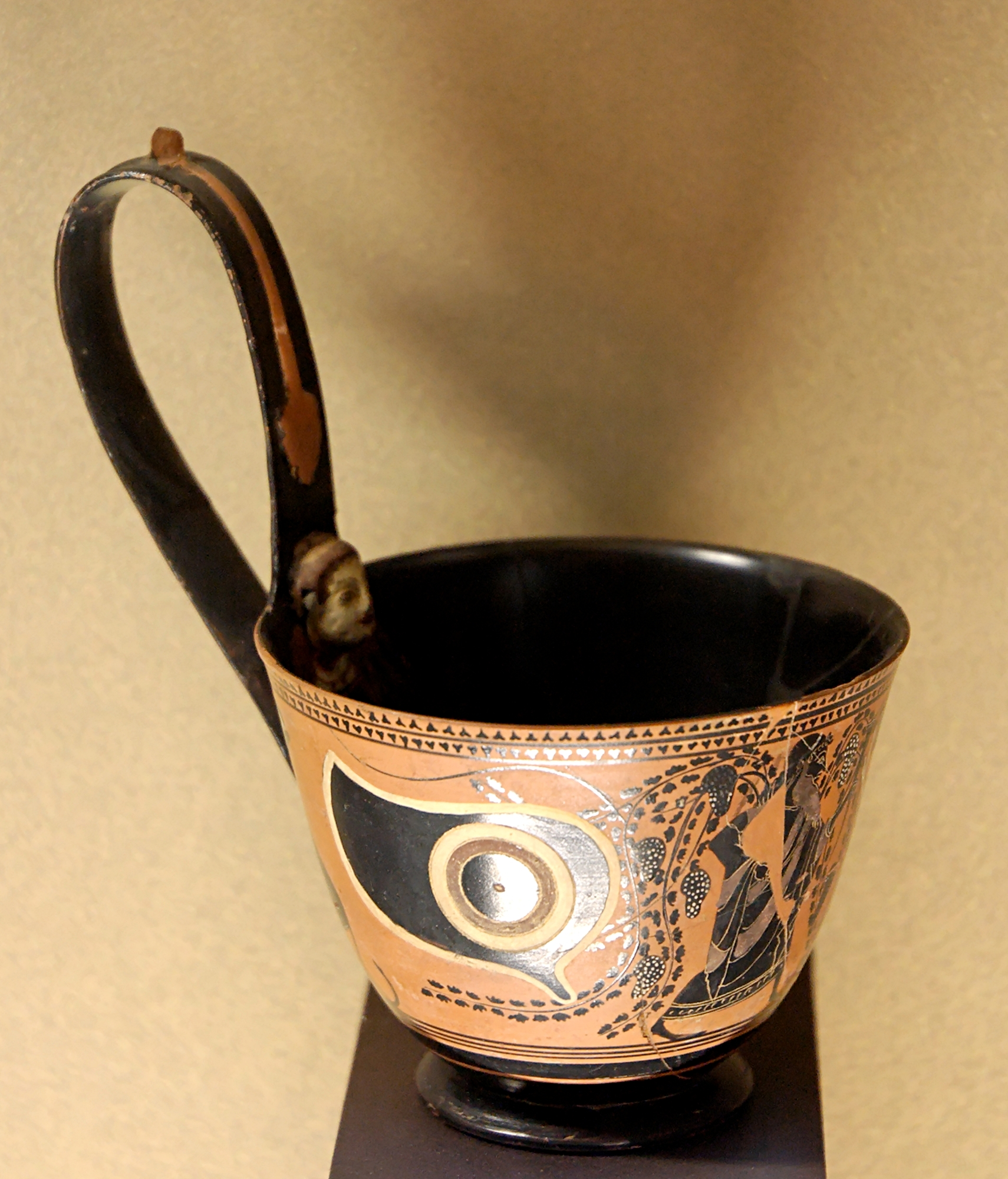
Киаф. 550—540 гг. до н. э., Лувр

Киаф (др.-греч. κύαθος — кружка, ковш)  — древнегреческий сосуд, ковш для разливания вина из кратеров  в чаши  — килики. Вначале киафы изготавливали из бронзы, с конца VI в. до н. э. до начала V в. н. э. из  керамики. Киаф имеет колоколообразное тулово с широким устьем и низкой ножкой. Ручка из пластины высокая петлеобразная, имеет вверху шип и часто перемычку в средней части для удобства использования. Наружная часть ручки декорировалась рельефом в виде ремня с лепестком. Объём киафа составляет 0,045 литра, то есть одну двенадцатую секстария.
Греческий киаф — пример перенесения формы, выработанной в металле, в другой материал, мало соответствующий такой форме. Существуют свидетельства о том, что длинные ручки киафов часто ломались в руках виночерпия, обычно нетрезвого в обстановке бурных симпосиев во славу Диониса. Поэтому киафы из керамики быстро вышли из употребления.
Эта техническая неудача античного ремесла нашла отражение в древнегреческом мифе, согласно которому виночерпий, юноша по прозванию Киаф, во время пиршества Геракла и Ойнея во Флиунте неудачно подал киаф Гераклу  — из-за облома ручки пролил вино — и тот дал Киафу щелчок в лоб, от которого юноша испустил дух. В память об этом печальном событии на родине Киафа в Этолии была устроена «Роща виночерпия» и там же стояла скульптурная группа: «Киаф, протягивающий Гераклу кубок» .